# Noodweer van 18 juni 2021
Het noodweer van 18 juni 2021 bestond uit flinke onweersbuien die op 18 juni 2021 over Nederland trokken. Met name in Leersum en Tiel werd stormschade aangericht. Onderzoek door het KNMI wees uit dat dit een valwind betrof. Ook schade aan hoogspanningsmasten in de gemeente Oldebroek werd veroorzaakt door een valwind.
Het noodweer maakte deel uit van een groter weersysteem dat van 17 tot en met 20 juni in het westen van het Europese vasteland gepaard ging met zware winden en grote hoeveelheden neerslag. Op 17 juni werden in het zuidwesten van Frankrijk windsnelheden van 100 km/u gerapporteerd en werd er een kleine tornado waargenomen. In de omgeving van Reims was er op 19 juni sprake van ernstige overstromingen. Het Belgische Beauraing werd later die dag getroffen door een kleine tornado.

## Meteorologische achtergrond

Schematische weergave van een supercel.

Op 16 juni werd in Nederland voor het eerst in 2021 een temperatuur gemeten van boven de 30,0 °C. Daarmee werd het de eerste lokale tropische dag van het jaar. Een dag later werd de eerste officiële tropische temperatuur gemeten daar het kwik in De Bilt steeg tot 30,8 °C. Wind vanuit het westen bracht vochtige lucht van de Noordzee naar Nederland. Daar kwam in de nacht van 17 op 18 juni vanuit Frankrijk nog meer vochtige lucht bij.
In de ochtend van 18 juni waren er al enkele buien gevallen met tussen de 10 en 20 mm neerslag. De verwachting voor de rest van de dag was dat de wind op grote hoogte zou toenemen. Vanwege een, vanuit het zuiden, naderend lagedrukgebied werd er bovendien verticale windschering verwacht met een windsnelheid tot 40 kts. De CAPE-waarden zouden naar verwachting oplopen tot tussen de 2.000 en 2.500 J/kg. Gedurende de dag was er sprake van de eerste regionale hittegolf aangezien in verschillende plaatsen vijf dagen achtereen een temperatuur gemeten werd van boven de 25,0 °C. Door grote temperatuurverschillen tussen de luchtlagen kon de warme lucht aan de grond snel stijgen. Vanwege dit feit en door de hoge luchtvochtigheid was er veel wolkvorming en konden zich op grotere hoogten hagelstenen ontwikkelen.
Volgens weerman Michiel Severin van Weerplaza waren door de "[tropische warmte], zeer vochtige lucht, grote onstabiliteit, een wind die draait met de hoogte en ook nog eens een zwak lagedrukgebiedje" alle ingrediënten aanwezig voor extreme buien. Marco Verhoef noemde de situatie "explosief". Het KNMI hield rekening met de vorming van een supercel en een lokale tornado werd niet uitgesloten. Vanaf middernacht werd code geel afgegeven dat op 18 juni aan het begin van de avond voor een groot deel van het land werd opgeschaald naar code oranje.

## Verloop
De beschrijving van het verloop van het noodweer is gebaseerd op de liveblogs van Johnny Willemsen van Weeronline en Diana Woei van Weerplaza.
Vroeg in de middag werd het in Maastricht 30 °C. Ook in Arcen, Eindhoven en Ell werd het tropisch warm. Rond 14.00 uur ontstond de eerste felle onweersbui in de omgeving van Brugge die wegtrok naar de Noordzee. Drie kwartier later viel de eerste bui in Nederland, in het westen van Zeeland. Op meerdere plaatsen in Noord-Brabant werd eveneens een tropische temperatuur gemeten. In het noorden bleef het koeler, met temperaturen tussen 21 tot 25 °C en op de Waddeneilanden beneden de 20 °C. Rond 15.30 uur waren er meer onweersbuien; bij Eindhoven, ten westen van Zeeland en het westen van België. Net na 16.00 uur ontstonden er meer onweersbuien, bij Rotterdam, Den Haag, in het Rivierengebied en in het zuiden van de provincie Utrecht.
Om 17.04 uur werd code oranje gegeven voor Noord- en Zuid-Holland. De onweersbuien namen in aantallen en hevigheid toe. Om 17.27 uur werd de code oranje uitgebreid naar alle provincies behalve Zeeland, Noord-Brabant en Limburg. Een klein uur later ontstond er een forse onweersbui bij Amersfoort met hagelstenen ter grootte van ~3 cm. Om 18.05 werd stormschade gerapporteerd in Leersum.

Satellietfoto's gemaakt door NOAA-19 op 18 juni om 18.15 uur in valse kleuren.
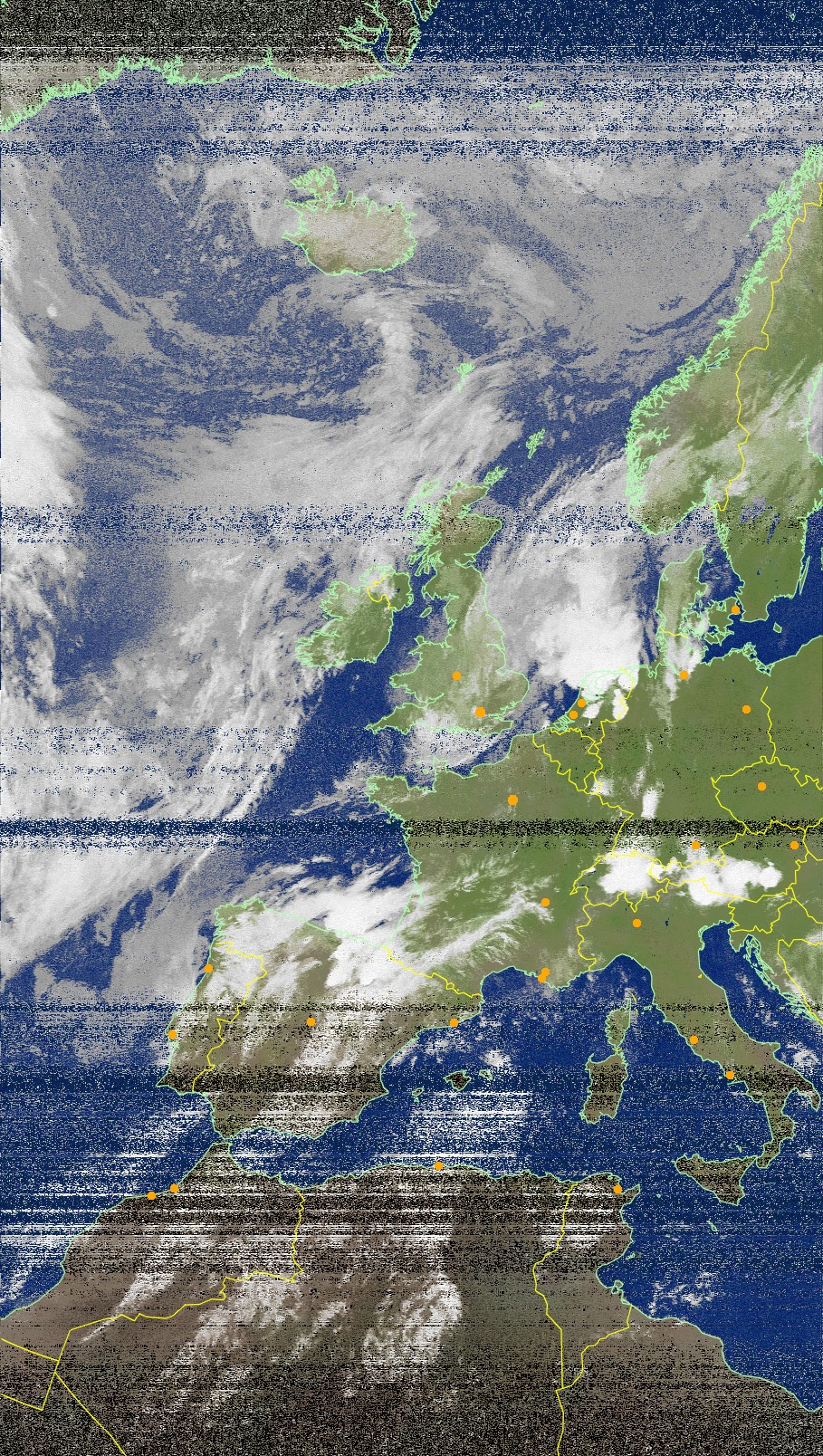
MCIR-versterkt. Hoe witter de wolken, hoe hoger zij zijn.
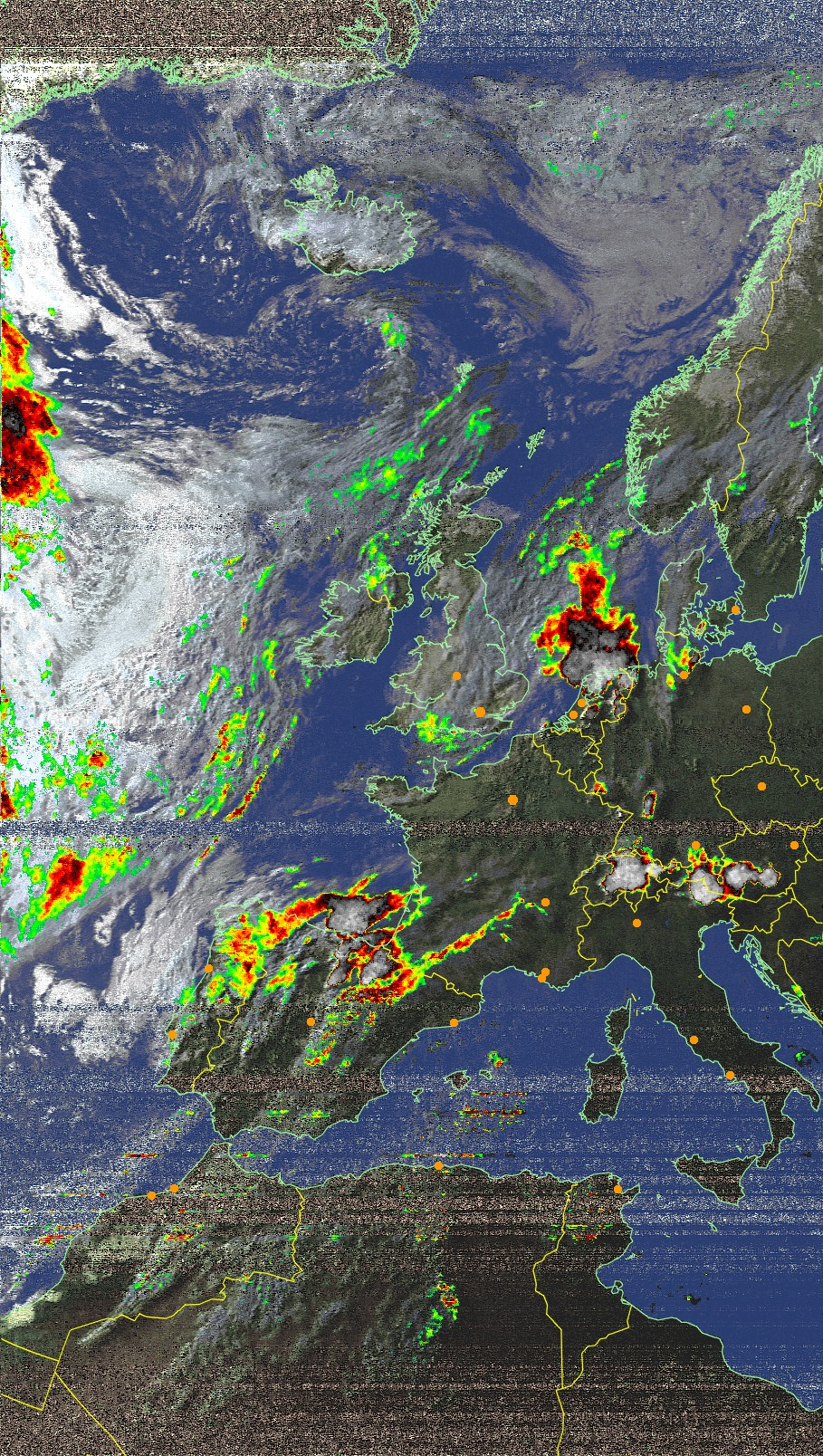
HVCT-versterkt. Hoe donkerder rood, hoe heviger de storm.

Rond 17.30 uur viel bij Tiel een portaalkraan om waarbij een gewonde viel. Om 18.56 uur werd de code oranje afgeschaald. De drie zuidelijke provincies kregen code groen en Zuid-Holland, Utrecht en Gelderland kregen code geel. Omgewaaide bomen leidden tot een file van 9 km op de A1 van Amersfoort naar Apeldoorn ter hoogte van Hoenderloo. In het zuiden kwam nog een enkele onweersbui voor maar in het noorden en noordwesten hielden de buien feller aan, aangezien het noodweer naar het noorden wegtrok. In Bergen in Noord-Holland viel 114 mm neerslag. Kort voor 20.00 uur zorgde een valwind voor schade in de gemeente Oldebroek waar vier hoogspanningsmasten omwaaiden. In de Drentse plaats Hollandscheveld vielen grote hagelstenen.
Tegen 21.00 uur trokken de onweersbuien naar het noordoosten weg. Alleen in de provincies Friesland, Groningen, Drenthe en Overijssel gold nog code oranje. De schade in Leersum was zo groot dat het dorp werd afgesloten en de hulpdiensten opschaalden naar GRIP 2. Om 21.58 uur gold alleen nog in Groningen code oranje.

Weerkaarten 18 juni 0.00 uur UTC (2.00 uur CET) tot en met 19 juni 0.00 uur UTC (2.00 uur CET), met intervallen van zes uur.
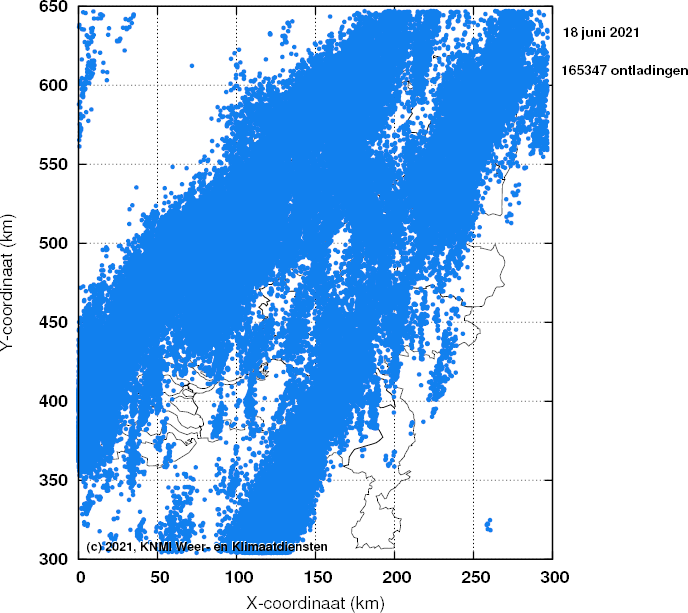
Gedurende de dag nam het KNMI 165.347 ontladingen waar. Ter vergelijking; het gemiddelde aantal ontladingen per jaar bedraagt in Nederland meer dan 200.000 waarvan meer dan 180.000 in de lente- en zomermaanden.

## Gevolgen
Het Verbond van Verzekeraars noemde de storm "uitzonderlijk en plaatselijk". Hierdoor kon de omvang van de schade niet direct bepaald worden. Op 1 juli, bijna twee weken na de storm, werd de schade in Leersum geschat op €7,3 mln. Zeker zes huizen werden onbewoonbaar verklaard. Er vielen negen gewonden in Leersum. In Tiel vielen in totaal twee gewonden. Naast de gewonde die bij de ingestorte portaalkraan viel, raakte een tweede persoon gewond toen een dak van een flatgebouw waaide. Twintig woningen moesten ontruimd worden. De totale schade in heel Nederland werd geschat op zo'n €37 mln. Ter vergelijking; dat is zo'n 13% van het bedrag dat verzekeraars sinds 2007 jaarlijks uitkeren bij schade aan auto's en gebouwen als gevolg van het weer. Het ging voornamelijk om lekkage veroorzaakt door omgewaaide bomen die op huizen terecht kwamen, verstopte riolering en afgewaaide daken.

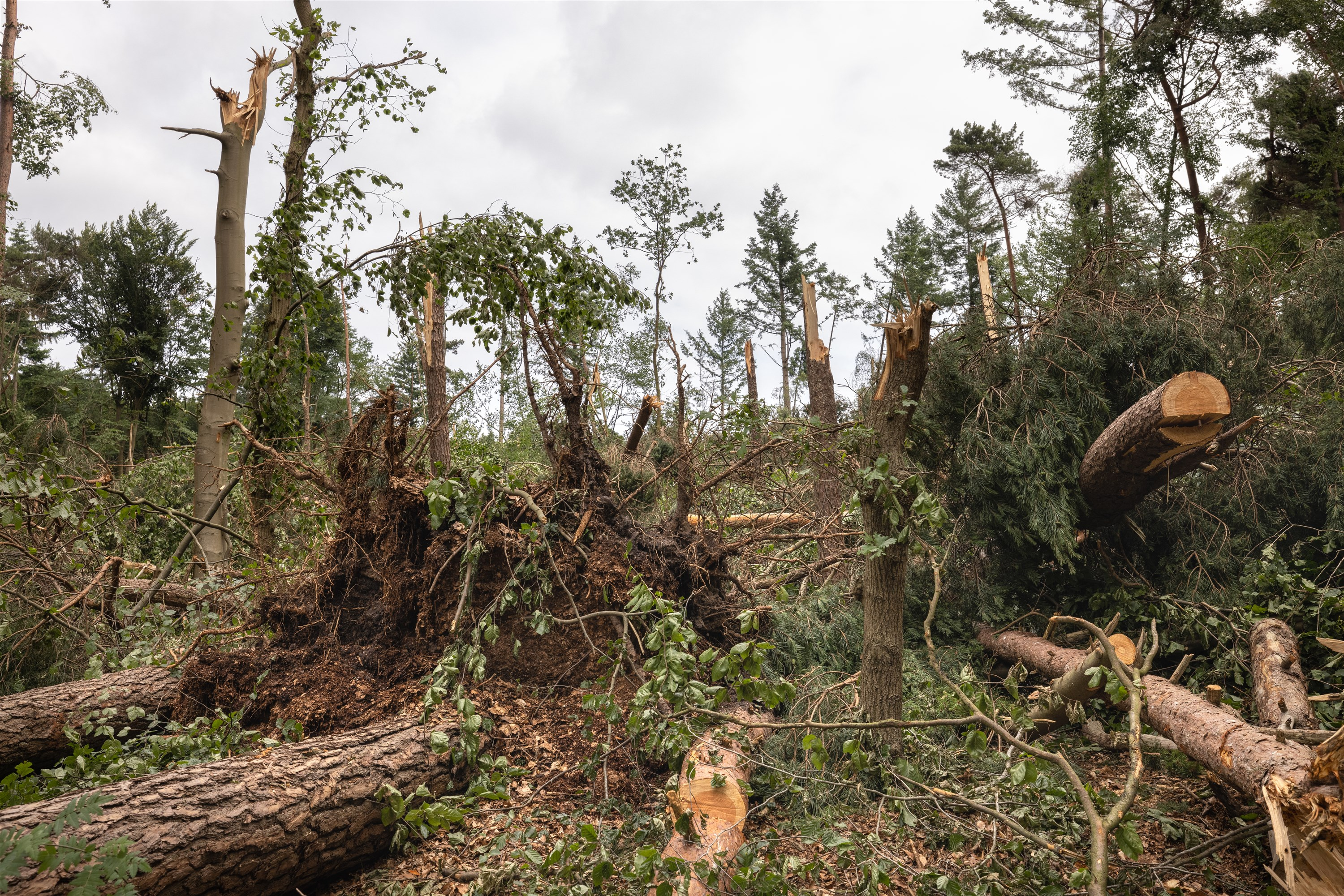
Omgewaaide bomen in het Lombokbos

De bossen bij Leersum werden zwaar getroffen door de valwind. Zo waaiden in het Lombokbos duizenden bomen om, hele percelen productiebos gingen verloren. Een gebied van 750 hectare werd uit veiligheidsoverwegingen tijdelijk afgesloten voor het publiek. Op 2 juli ging 350 hectare weer open. In 2023 bleek de verwoesting positieve gevolgen te hebben voor de biodiversiteit. Tussen de omgewaaide grove dennen verscheen spontaan loofhout en andere begroeiing. Omdat de toegankelijkheid voor mensen sterk was verminderd kwamen er meer dieren zoals reeën en dassen. Ook liefhebbers van dood hout als de zwarte specht, hagedissen en velerlei insecten namen toe. Utrechts Landschap besloot de toegankelijkheid toch weer te verbeteren en legde een speciaal 'stormpad' aan. In het gebied Breeveen werd zo'n 35 hectare als 'stormreservaat' bestempeld, al het dode hout blijft er liggen.
In de gemeente Oldebroek vielen vier hoogspanningsmasten om door een valwind. Volgens transmissienetbeheerder TenneT gebeurde een dergelijke calamiteit als gevolg van rukwinden voor het laatst in 2008. De hoogspanningsmasten wogen elk 16 ton en de constructie was berekend op windstoten tot 180 km/u. Bij het incident kwamen de kabels terecht op een boerderij. Er vielen geen gewonden. In de herfst werden tijdelijke vervangende masten geplaatst. Vanwege de coronacrisis had TenneT een materiaaltekort waardoor de definitieve masten pas een jaar laten zijn geplaatst.
De provincie Utrecht stelde in 2022 anderhalf miljoen euro beschikbaar om de boombeplanting langs wegen binnen de bebouwde kom en in natuurgebieden rond Leersum, Valkenheide en Maarsbergen te herstellen. Ook de rijksoverheid heeft financiële steun gegeven.